# Parlin (powiat mogileński)
Parlin – wieś w Polsce, położona w województwie kujawsko-pomorskim, w powiecie mogileńskim, w gminie Dąbrowa.

## Podział administracyjny

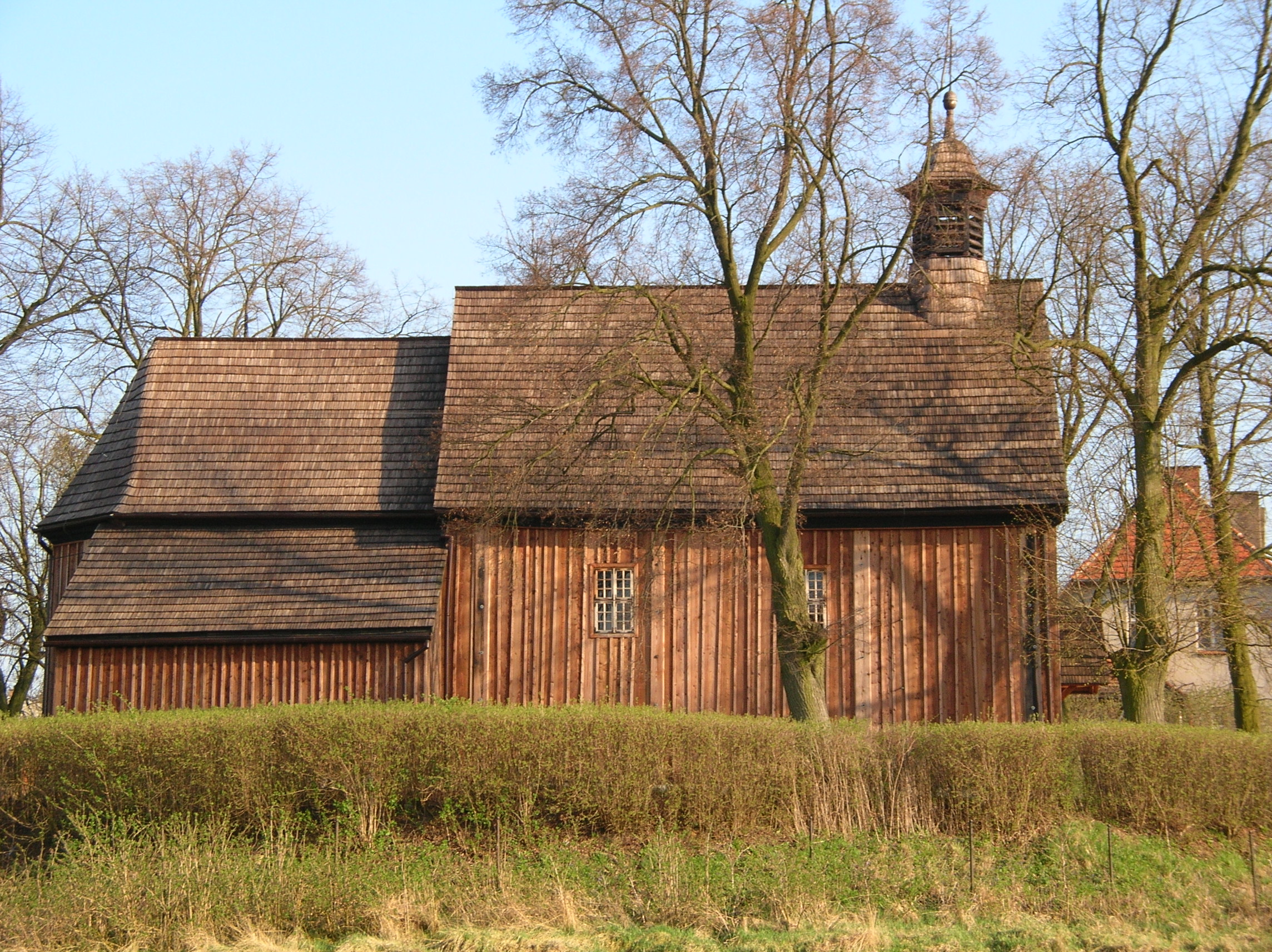
Kościół drewniany w Parlinie

Wieś duchowna Parlino, własność kapituły katedralnej gnieźnieńskiej, pod koniec XVI wieku leżała w powiecie gnieźnieńskim województwa kaliskiego. W latach 1975–1998 miejscowość należała administracyjnie do województwa bydgoskiego.

## Demografia
Według Narodowego Spisu Powszechnego (III 2011 r.) liczyła 473 mieszkańców. Jest czwartą co do wielkości miejscowością gminy Dąbrowa.

## Zabytki i inne obiekty
Według rejestru zabytków NID na listę zabytków wpisane są:
- drewniany kościół pw. św. Wawrzyńca z XVII i XVIII w., nr rej.: A/794/1-2 z 9.09.1991
- drewniana dzwonnica z 1. połowy XIX w., nr rej.: A/794/1-2 z 9.09.1991
- plebania z roku 1912, nr rej.: A/179 z 30.04.2004.

Ponadto we wsi znajduje się dwór z roku 1922, zbudowany w stylu dworkowym.

## Dawne cmentarze
Na terenie miejscowości zlokalizowane są 2 nieczynne cmentarze ewangelickie.